# 11145 Emanuelli
11145 Emanuelli è un asteroide della fascia principale. Scoperto nel 1997, presenta un'orbita caratterizzata da un semiasse maggiore pari a 2,2054817 au e da un'eccentricità di 0,1411671, inclinata di 5,11849° rispetto all'eclittica.
L'asteroide è dedicato all'astronomo italiano Pio Emanuelli.